# GLUT3
Le GLUT 3 est une protéine associée à la membrane plasmique des neurones.
De type uniport, le GLUT 3 est spécifique du transport du glucose. Son gène est le SLC2A3 porté sur le chromosome 12 humain
GLUT3 a une plus haute affinité pour le glucose que les GLUT1, 2 et 4.